# Jos Lansink
Jozeph ("Jos") Johannes Gerardus Marinus Lansink , född 19 mars 1961 i Weerselo, Overijssel i Nederländerna, är en framgångsrik och känd hoppryttare. Sedan 2001 är Jos Lansink belgisk medborgare och representerar därför Belgien i hoppning efter att ha tävlat för det holländska laget i över 13 år. 
Jos Lansink vann olympiskt lag-guld i OS 1992 i Barcelona och blev världsmästare i Ryttar-VM 2006. 

## Biografi
Jos Lansink föddes den 19 mars 1961 i Weerselo i Nederländerna och började rida redan vid tre års ålder på sin egen ponny. Redan vid 12 års ålder blev han holländsk juniormästare för första gången. Jos Lansink var son till en farmare och var som äldste sonen menad att ta över gården, men Jos Lansink satsade istället på hästarna och vid 18 års ålder bytte han från ponny till stor häst och började tävla internationellt. 
1988, vid 27 års ålder vann Jos Lansink sin första internationella tävling och vann flera Grand Prix-tävlingar. Samma år fick Jos Lansink följa med det holländska hopplaget till sitt första OS i Seoul, Korea. Jos Lansink slutade på en sjunde plats individuellt, och en femte plats med laget. 1992 fick Jos åter chansen att tävla i OS i Barcelona, där han tillsammans med det holländska laget tog guldmedaljen.  
1996 flyttade Jos Lansink till Belgien för att arbeta vid Zangersheide, ett av världens största stuterier för tävlingshästar. Han tävlade fortfarande för det holländska laget och deltog i OS både 1996 i Atlanta och 2000 i Sydney. År 2001 bytte Jos Lansink sitt medborgarskap till Belgien och började istället tävla för det belgiska landslaget med sin debut vid Världsmästerskapen i Jerez de la Frontera, Spanien där det belgiska laget tog guld och Jos slutade på sjätte plats.  
2004 startade Jos Lansink sitt eget företag, med uppfödning, försäljning och träning av hopphästar. Detta år vann Jos Lansink även Grand Prix i Calgary i Kanada med sin egen hingst Cumano, och deltog i OS 2004 i Aten. År 2006 blev Jos Lansink individuell världsmästare i Ryttar-VM i Aachen, Tyskland. 2008 deltog Jos Lansink i OS i Hongkong och slutade på en tionde plats.

## Meriter

### Medaljer

#### Guld
- OS 1992 i Barcelona  (lag)
- VM 2006 i Aachen (individuell)
- EM 1991 i La Baule (lag)
- EM 2007 i Mannheim (lag)

#### Silver
- EM 1997 i Mannheim (lag)
- EM 2007 i Mannheim (individuellt)

#### Brons
- VM 2010 i Lexington (lag)
- VM 2002 i Jerez de la Frontera (lag)
- EM 1989 i Rotterdam (individuellt)
- EM 1991 i La Baule (individuellt)
- EM 1999 i Hickstead (lag)

### Övriga meriter
- Har fått Nationell Titel sammanlagt 9 gånger, 8 gånger för Nederländerna och 1 gång för Belgien.

## Topphästar
- Libero H (född 1981), brunt Holländskt varmblod e:Landgraf I
- Carthago Z (född 1987), skimmelfärgad Holsteiner e:Capitol I
- Zandor Z (född 1989), brun Rhenländare e: Zeus
- Cumano Z (född 1993), skimmelfärgad Holsteiner e:Cassini I
- Caretano Z (född 1992), brun Holsteiner e:Caretino